# Друцкие-Озерецкие
Друцкие-Озерецкие — литовский княжеский род, ветвь князей Друцких, угасший в 1607 году. Пользовались гербом Друцк.
Название происходит от владения Озерцы в Оршанском повете, неподалёку от Друцка.
Род Друцких-Озерецких происходит от потомства князя Ивана Семеновича Друцкого Бабы. Сын Ивана Федор Иванович Бабич, умерший примерно в 1450-е годы, государственных должностей не занимал. Младший из его сыновей, князь Иван Иванович Бабич (р. в 1450-х годах) был основателем рода Друцких-Озерецких. Он упоминается в 1476 году; в 1508 году участвовал в мятеже Глинских и вместе с Михаилом Глинским уехал в Москву. Его сыновья Андрей и Семен Озерецкие остались в Литве и сохранили свои вотчины. Жена Ивана Бабича также осталась в Литве, и великий князь Василий III в 1509 году безуспешно добивался у короля Сигизмунда I её выдачи.
Андрей Иванович Озерецкий (ок. 1480—1558), наместник Оршанский, был единственным представителем рода, занимавшим государственную должность. Ему наследовали сыновья Василий (ок. 1510? — до 1582) и Богдан (ок. 1520?—1601), постригшийся в 1588 году в монахи в Онуфриевском монастыре под Мстиславлем. Последним в роду был князь Василий Васильевич Озерецкий (ум. 1607).

## Родословная
```
Иван Друцкий Баба
 (ум. после 1436) 
X 
Евдокия
, дочь князя Андрея Мезецкого
│
└─> 
Фёдор Бабич
 (около 1410? — после 1446)
    │
    ├─> 
Семён
 —> 
Друцкие-Соколинские

    │
    ├─> 
Фёдор Конопля
 —> 
Конопли-Соколинские

    │
    ├─> 
Василий Щербатый

    │
    └─> 
Иван Бабич
 (ум. после 1509)
        │
        ├─> 
Андрей Озерецкий
 (ок. 1480—1558)
        │   X 
Анна Васильевна Скепьевская
 (ум. 1559)
        │   │
        │   ├─> 
Иван
 (ум. до 1557)
        │   │
        │   ├─> 
Василий
 (ок. 1510? — до 1582)
        │   │   X 
Елизавета Йесман

        │   │   │
        │   │   └─> 
Василий
 (ум. 1607)
        │   │
        │   ├─> 
Богдан
 (ок. 1520?—1601)
        │   │   X 
Полония Борисовна Микулич

        │   │
        │   ├─> 
Михаил
 (ум. после 1561)
        │   │
        │   └─> 
Мария
 (ум. 1565)
        │       X 
Остафий Васильевич Тышкевич

        │       X 
Павел Каспрович Островицкий

        │   
        └─> 
Семен Озерецкий
 (ум. после 1528)
```